# Tour de Pologne 1967
24. edycja wyścigu kolarskiego Tour de Pologne odbyła się w dniach 15 – 24 września 1967. Rywalizację rozpoczęło 94 kolarzy, a ukończyło 54. Łączna długość wyścigu – 1682 km.
Pierwsze miejsce w klasyfikacji generalnej zajął Andrzej Bławdzin (LZS Zieloni), drugie Aleksiej Kulibin (ZSRR), a trzecie Józef Mikołajczyk (Start I). 
W niedzielę 17 września na trasie III etapu doszło do kraksy, w wyniku której obrażeń głowy doznał Jan Myszak (22-letni kolarz Legii Warszawa, wychowanek LZS Lublin), który został przewieziony do szpitala w Sanoku, gdzie nazajutrz w godzinnych porannych 18 września 1967 zmarł. Tego samego dnia przed IV etapem wyścigu zmarły został upamiętniony minutą ciszy przez uczestników. Był to pierwszy śmiertelny wypadek w historii kolarstwa polskiego. Mimo szoku i żałoby w peletonie wyścigu nie przerwano, jedynie kolarze Legii – początkowo jadący w żałobie – wycofali się, by wziąć udział w pogrzebie kolegi. Poważnej kontuzji odniósł w wyścigu zawodnik LZS Zielone, Jerzy Ludek, który pozostał dłużej na leczeniu także w sanockim szpitalu.
Podczas etapu z Krosna do Tarnowa cała stawka kolarzy (wówczas 72 uczestników) uzyskała identyczny czas. Było to wydarzenie niespotykane wcześniej w historii TdP.
Sędzią głównym wyścigu był Tadeusz Domański.

## Etapy
| Etap      | Data        | Start - meta                       | Długość (km)            | Zwycięzca etapu   | Lider            |
| I etap    | 15 września | Tarczyn – Ostrowiec Świętokrzyski  | 192                     | Aleksiej Kulibin  | Aleksiej Kulibin |
| II etap   | 16 września | Ostrowiec Świętokrzyski – Przemyśl | 200                     | Andrzej Bławdzin  | Andrzej Bławdzin |
| III etap  | 17 września | Przemyśl – Sanok                   | 208                     | Stanisław Gazda   | Andrzej Bławdzin |
| IV etap   | 18 września | Lesko – Krosno                     | 23 (jazda ind. na czas) | Andrzej Bławdzin  | Andrzej Bławdzin |
| V etap    | 18 września | Krosno – Tarnów                    | 87                      | Zygmunt Hanusik   | Andrzej Bławdzin |
| VI etap   | 19 września | Tarnów – Olkusz                    | 167                     | Józef Mikołajczyk | Andrzej Bławdzin |
| VII etap  | 20 września | Olkusz – Cieszyn                   | 206                     | Tadeusz Prasek    | Andrzej Bławdzin |
| VIII etap | 21 września | dookoła Cieszyna                   | 43 (jazda ind. na czas) | Jiri Mainus       | Andrzej Bławdzin |
| IX etap   | 22 września | Cieszyn - Nysa                     | 180                     | Czesław Polewiak  | Andrzej Bławdzin |
| X etap    | 23 września | Nysa - Świdnica                    | 186                     | Mikołaj Fadiejew  | Andrzej Bławdzin |
| XI etap   | 24 września | Świdnica - Kalisz                  | 190                     | Wojciech Matusiak | Andrzej Bławdzin |

## Końcowa klasyfikacja generalna

### Klasyfikacja indywidualna
| Poz. | Zawodnik          | Kraj   | Zespół      | Czas (średnia km/h)       |
| ---- | ----------------- | ------ | ----------- | ------------------------- |
| 1.   | Andrzej Bławdzin  | Polska | LZS Zieloni | 42h 18' 25" (39,759 km/h) |
| 2.   | Aleksiej Kulibin  | ZSRR   | ZSRR        | +09' 12"                  |
| 3.   | Józef Mikołajczyk | Polska | Start I     | +11' 17"                  |
| 4.   | Zygmunt Hanusik   | Polska | CRZZ I      | +14' 10"                  |
| 5.   | Józef Gawliczek   | Polska | LZS Zieloni | +14' 59"                  |
| 6.   | Marian Kegel      | Polska | CRZZ I      | +16' 03"                  |
| 7.   | Stanisław Gazda   | Polska | Start I     | +16' 04"                  |
| 8.   | Mikołaj Fadiejew  | ZSRR   | ZSRR        | +16' 21"                  |
| 9.   | Tadeusz Zadrożny  | Polska | LZS Zieloni | +16' 32"                  |
| 10.  | Benedykt Baścik   | Polska | LZS Śląsk   | +17' 23"                  |

### Klasyfikacja drużynowa
| 1. | LZS Zieloni | 127h 26' 29" |
| 2. | CRZZ I      | +05' 35"     |
| 3. | ZSRR        | +08' 09"     |
| 4. | Start I     | +32' 00"     |
| 5. | LZS Śląsk   | +35' 03"     |

### Klasyfikacja najaktywniejszych
| 1. | Andrzej Bławdzin | Polska | 93 pkt |
| 2. | Stanisław Gazda  | Polska | 77 pkt |
| 3. | Zygmunt Hanusik  | Polska | 66 pkt |
| 4. | Aleksiej Kulibin | ZSRR   | 66 pkt |
| 5. | Benedykt Baścik  | Polska | 47 pkt |

### Klasyfikacja górska
| 1. | Józef Mikołajczyk  | Polska | 31 pkt |
| 2. | Andrzej Bławdzin   | Polska | 30 pkt |
| 3. | Devitte            | Belgia | 20 pkt |
| 4. | Zygmunt Hanusik    | Polska | 17 pkt |
| 5. | Tymoteusz Macyszyn | Polska | 14 pkt |